# Vuelta a España 2009

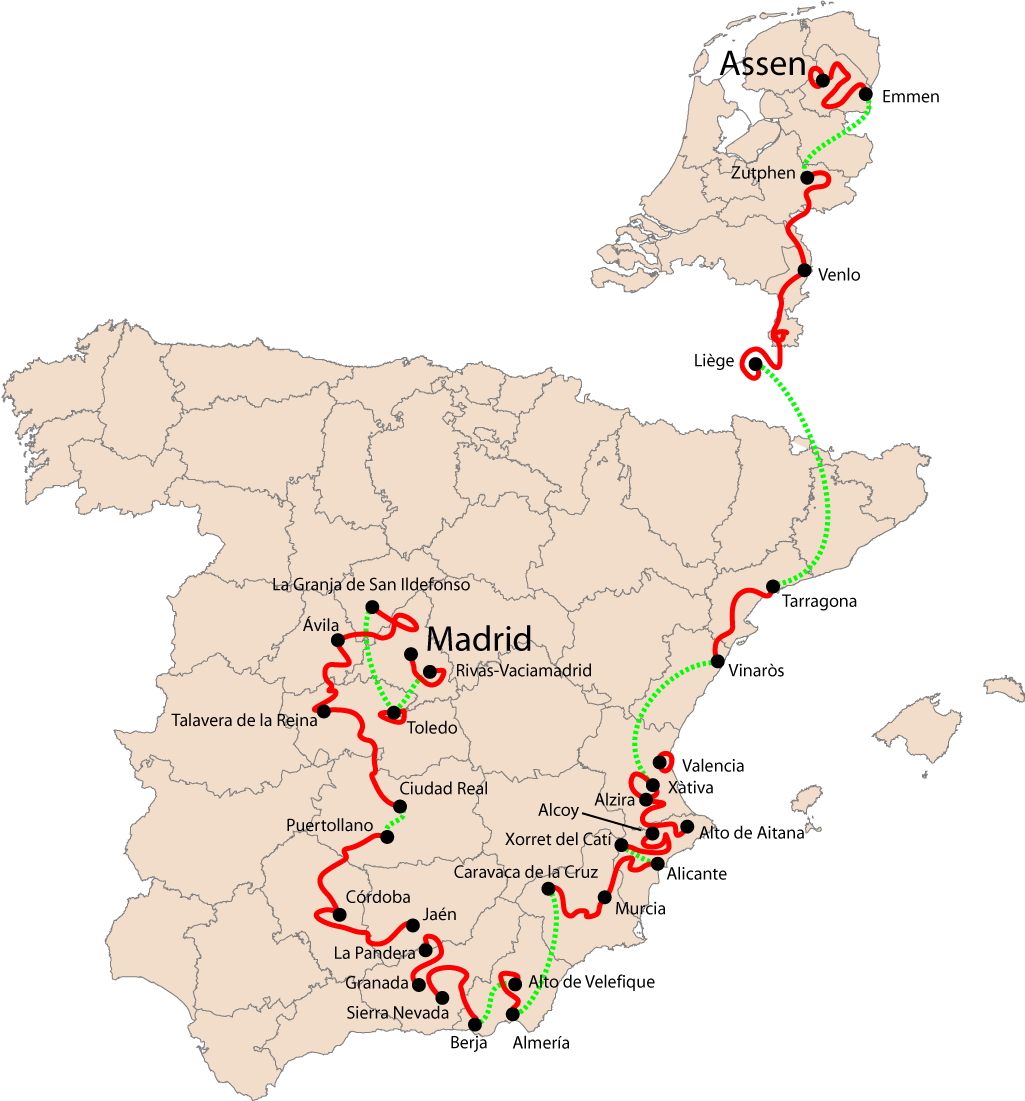
Överblick över etapperna på Vuelta a España 2009.

Vuelta a España 2009 var den 64:e upplagan av den spanska cykeltävlingen Vuelta a España. Tävlingen inleddes den 29 augusti 2009 och avslutades den 20 september 2009. Det var andra gången i tävlingens historia som starten inte låg i Spanien. Cyklisterna kom till Spanien först inför den femte etappen.

## Stall
29 stall önskade bli inbjudna till Vuelta a España 2009, av vilka 21 blev inbjudna. Fuji-Servetto, ett av två UCI ProTour-stall som inte blev inbjudna, överklagade till Idrottens skiljedomstol och blev slutligen tillåtna att tävla. Det ryska stallet Katjusja var därmed det enda UCI ProTour-laget som inte fick tävla.
| - Ag2r-La Mondiale - Andalucía–Cajasur - Astana Team - Bbox Bouygues Télécom - Cervélo TestTeam - Caisse d'Epargne - Cofidis - Contentpolis-Ampo | - Euskaltel-Euskadi - Française des Jeux - Fuji-Servetto - Garmin-Slipstream - Lampre-N.G.C. - Team Liquigas - Quick Step | - Rabobank - Silence-Lotto - Team Columbia-HTC - Team Milram - Team Saxo Bank - Vacansoleil Pro Cycling Team - Xacobeo-Galicia |

## Tröjutveckling
| Etapp | Segrare              | Totaltävlingen Maillot Oro | Poängtävlingen Maillot Puntos | Bergstävlingen Maillot Montaña | Kombinationströjan Maillot Combinada | Lagtävling Clasificación por equipos |
| ----- | -------------------- | -------------------------- | ----------------------------- | ------------------------------ | ------------------------------------ | ------------------------------------ |
| 1     | Fabian Cancellara    | Fabian Cancellara          | Fabian Cancellara             | inget pris                     | Fabian Cancellara                    | Team Liquigas                        |
| 2     | Gerald Ciolek        | Fabian Cancellara          | Tom Boonen                    | Tom Leezer                     | Fabian Cancellara                    | Team Liquigas                        |
| 3     | Greg Henderson       | Fabian Cancellara          | Tom Boonen                    | Tom Leezer                     | Fabian Cancellara                    | Team Liquigas                        |
| 4     | André Greipel        | Fabian Cancellara          | André Greipel                 | Lars Boom                      | Dominik Roels                        | Team Columbia                        |
| 5     | André Greipel        | André Greipel              | André Greipel                 | Aitor Hernández                | Serafín Martínez                     | Team Liquigas                        |
| 6     | Borut Božič          | André Greipel              | André Greipel                 | José Antonio López Gil         | Serafín Martínez                     | Team Liquigas                        |
| 7     | Fabian Cancellara    | Fabian Cancellara          | André Greipel                 | José Antonio López Gil         | Dominik Roels                        | Garmin-Slipstream                    |
| 8     | Damiano Cunego       | Cadel Evans                | André Greipel                 | David Moncoutié                | Cadel Evans                          | Caisse d'Epargne                     |
| 9     | Gustavo Cesar Veloso | Alejandro Valverde         | André Greipel                 | David Moncoutié                | Cadel Evans                          | Caisse d'Epargne                     |
| 10    | Simon Gerrans        | Alejandro Valverde         | André Greipel                 | David De La Fuente             | Cadel Evans                          | Caisse d'Epargne                     |
| 11    | Tyler Farrar         | Alejandro Valverde         | André Greipel                 | David Moncoutié                | Cadel Evans                          | Caisse d'Epargne                     |
| 12    | Ryder Hesjedal       | Alejandro Valverde         | André Greipel                 | David Moncoutié                | Alejandro Valverde                   | Caisse d'Epargne                     |
| 13    | David Moncoutié      | Alejandro Valverde         | André Greipel                 | David Moncoutié                | Alejandro Valverde                   | Caisse d'Epargne                     |
| 14    | Damiano Cunego       | Alejandro Valverde         | Alejandro Valverde            | David Moncoutié                | Alejandro Valverde                   | Caisse d'Epargne                     |
| 15    | Lars Boom            | Alejandro Valverde         | Alejandro Valverde            | David Moncoutié                | Alejandro Valverde                   | Xacobeo–Galicia                      |
| 16    | André Greipel        | Alejandro Valverde         | André Greipel                 | David Moncoutié                | Alejandro Valverde                   | Xacobeo–Galicia                      |
| 17    | Anthony Roux         | Alejandro Valverde         | André Greipel                 | David Moncoutié                | Alejandro Valverde                   | Xacobeo–Galicia                      |
| 18    | Philip Deignan       | Alejandro Valverde         | André Greipel                 | David Moncoutié                | Alejandro Valverde                   | Xacobeo–Galicia                      |
| 19    | Juan José Cobo       | Alejandro Valverde         | André Greipel                 | David Moncoutié                | Alejandro Valverde                   | Xacobeo–Galicia                      |
| 20    | David Millar         | Alejandro Valverde         | André Greipel                 | David Moncoutié                | Alejandro Valverde                   | Xacobeo–Galicia                      |
| 21    | André Greipel        | Alejandro Valverde         | André Greipel                 | David Moncoutié                | Alejandro Valverde                   | Xacobeo–Galicia                      |
| Final | Final                | Alejandro Valverde         | André Greipel                 | David Moncoutié                | Alejandro Valverde                   | Xacobeo–Galicia                      |

Bärare av ledartröjorna när den ledande cyklisten i tävlingen även har burit en annan ledartröja 
- På etapp 2 bar Tom Boonen den gröna tröjan, Tyler Farrar bar den vita tröjan.
- På etapp 3 bar Gerald Ciolek den vita tröjan.
- På etapp 4 bar Greg Henderson den vita tröjan.
- På etapp 6-7 bar Tom Boonen den gröna tröjan
- På etapp 9 bar Damiano Cunego den vita tröjan.
- På etapp 13 bar Cadel Evans den vita tröjan.
- På etapp 14-19 bar Robert Gesink den vita tröjan.
- På etapp 15-16 bar André Greipel den gröna tröjan.
- På etapp 20 bar Ezequiel Mosquera den vita tröjan.
- På etapp 21 bar Samuel Sánchez den vita tröjan.

## Etappresultat

### Etapp 1:Assen,Nederländerna4,8 km (individuellt tempolopp)
|    | Person              | Lag               | Tid  |
| -- | ------------------- | ----------------- | ---- |
| 1  | Fabian Cancellara   | Team Saxo Bank    | 5.20 |
| 2  | Tom Boonen          | Quick Step        | + 9  |
| 3  | Tyler Farrar        | Garmin-Slipstream | + 12 |
| 4  | Jens Mouris         | Vacansoleil       | + 14 |
| 5  | Daniele Bennati     | Team Liquigas     | + 16 |
| 6  | Roman Kreuziger     | Team Liquigas     | + 17 |
| 7  | Aleksandr Vinokurov | Astana            | + 18 |
| 8  | Ivan Basso          | Team Liquigas     | + 18 |
| 9  | Alejandro Valverde  | Caisse d'Epargne  | + 18 |
| 10 | Maciej Bodnar       | Team Liquigas     | + 19 |

### Etapp , Assen (Nederländerna) –Emmen(Nederländerna), 203,7km
|    | Person             | Lag                | Tid     |
| -- | ------------------ | ------------------ | ------- |
| 1  | Gerald Ciolek      | Team Milram        | 4.43.12 |
| 2  | Fabio Sabatini     | Team Liquigas      | + 0     |
| 3  | Roger Hammond      | Cervélo TestTeam   | +0      |
| 4  | André Greipel      | Team Columbia-HTC  | +0      |
| 5  | Tyler Farrar       | Garmin-Slipstream  | +0      |
| 6  | Leonardo Duque     | Cofidis            | +0      |
| 7  | Jürgen Roelandts   | Silence-Lotto      | +0      |
| 8  | Tom Boonen         | Quick Step         | +0      |
| 9  | Davide Viganò      | Fuji-Servetto      | +0      |
| 10 | Sébastien Chavanel | Française des Jeux | +0      |

### Etapp 3,Zutphen(Nederländerna) –Venlo(Nederländerna), 189,7km
|    | Person           | Lag                   | Tid     |
| -- | ---------------- | --------------------- | ------- |
| 1  | Greg Henderson   | Columbia-HTC          | 4.41.01 |
| 2  | Borut Božič      | Vacansoleil           | +0      |
| 3  | Óscar Freire     | Rabobank              | +0      |
| 4  | André Greipel    | Columbia-HTC          | +0      |
| 5  | William Bonnet   | Bbox Bouygues Télécom | +0      |
| 6  | Tom Boonen       | Quick Step            | +0      |
| 7  | Roger Hammond    | Cervélo TestTeam      | +0      |
| 8  | Wouter Weylandt  | Quick Step            | +0      |
| 9  | Stuart O'Grady   | Team Saxo Bank        | +0      |
| 10 | Jürgen Roelandts | Silence-Lotto         | +0      |

### Etapp 4, Venlo (Nederländerna) –Liège(Belgien), 224km
|    | Person           | Lag           | Tid     |
| -- | ---------------- | ------------- | ------- |
| 1  | André Greipel    | Columbia-HTC  | 5.43.05 |
| 2  | Wouter Weylandt  | Quick Step    | +0      |
| 3  | Bert Grabsch     | Columbia-HTC  | +0      |
| 4  | Marcel Sieberg   | Columbia-HTC  | +0      |
| 5  | Marco Velo       | Quick Step    | +0      |
| 6  | Matteo Tosatto   | Quick Step    | +0      |
| 7  | Adam Hansen      | Columbia-HTC  | +0      |
| 8  | Jürgen Roelandts | Silence-Lotto | +0      |
| 9  | Linus Gerdemann  | Team Milram   | +0      |
| 10 | Thomas Rohregger | Team Milram   | +0      |

### Etapp 5,Tarragona–Vinaròs, 174 km
|    | Person                 | Lag                   | Tid     |
| -- | ---------------------- | --------------------- | ------- |
| 1  | André Greipel          | Columbia-HTC          | 4.27.54 |
| 2  | Tom Boonen             | Quick Step            | +0      |
| 3  | Daniele Bennati        | Team Liquigas         | +0      |
| 4  | Tyler Farrar           | Garmin-Slipstream     | +0      |
| 5  | William Bonnet         | Bbox Bouygues Télécom | +0      |
| 6  | Jürgen Roelandts       | Silence-Lotto         | +0      |
| 7  | Óscar Freire           | Rabobank              | +0      |
| 8  | Borut Božič            | Vacansoleil           | +0      |
| 9  | Davide Viganò          | Fuji-Servetto         | +0      |
| 10 | Francisco Jose Pacheco | Contentpolis-Ampo     | +0      |

### Etapp 6,Xàtiva, 176,8 km
|    | Person             | Lag                | Tid     |
| -- | ------------------ | ------------------ | ------- |
| 1  | Borut Božič        | Vacansoleil        | 4.40.50 |
| 2  | Tyler Farrar       | Garmin-Slipstream  | +0      |
| 3  | Daniele Bennati    | Team Liquigas      | +0      |
| 4  | Davide Viganò      | Fuji-Servetto      | +0      |
| 5  | Tom Boonen         | Quick Step         | +0      |
| 6  | Leonardo Duque     | Cofidis            | +0      |
| 7  | Sébastien Chavanel | Française des Jeux | +0      |
| 8  | Cadel Evans        | Silence-Lotto      | +0      |
| 9  | Marcel Sieberg     | Columbia-HTC       | +0      |
| 10 | André Greipel      | Columbia-HTC       | +0      |

### Etapp 7,Valencia, 30 km (individuellt tempolopp)
|    | Person            | Lag               | Tid    |
| -- | ----------------- | ----------------- | ------ |
| 1  | Fabian Cancellara | Team Saxo Bank    | 36.41  |
| 2  | David Millar      | Garmin-Slipstream | + 32   |
| 3  | Bert Grabsch      | Columbia-HTC      | + 36   |
| 4  | David Herrero     | Xacobeo-Galicia   | + 40   |
| 5  | Vasil Kiryenka    | Caisse d'Epargne  | + 46   |
| 6  | Samuel Sánchez    | Euskaltel-Euskadi | + 47   |
| 7  | Tom Danielson     | Garmin-Slipstream | + 50   |
| 8  | Christophe Riblon | Ag2r-La Mondiale  | + 53   |
| 9  | Lars Boom         | Rabobank          | + 59   |
| 10 | Cadel Evans       | Silence-Lotto     | + 1.02 |

### Etapp 8,Alzira–Alto de Aitana, 204,7 km
|    | Person             | Lag               | Tid     |
| -- | ------------------ | ----------------- | ------- |
| 1  | Damiano Cunego     | Lampre-N.G.C.     | 6.04.54 |
| 2  | David Moncoutié    | Cofidis           | + 33    |
| 3  | Robert Gesink      | Rabobank          | + 36    |
| 4  | Cadel Evans        | Silence-Lotto     | + 44    |
| 5  | Alejandro Valverde | Caisse d'Epargne  | + 44    |
| 6  | Samuel Sánchez     | Euskaltel-Euskadi | + 44    |
| 7  | Tadej Valjavec     | Ag2r-La Mondiale  | + 50    |
| 8  | Ivan Basso         | Team Liquigas     | + 50    |
| 9  | Ezequiel Mosquera  | Xacobeo Galicia   | + 50    |
| 10 | Joaquin Rodríguez  | Caisse d'Epargne  | + 50    |

### Etapp 9,Alcoy–Xorret del Catí, 188,8km
|    | Person             | Lag               | Tid     |
| -- | ------------------ | ----------------- | ------- |
| 1  | Gustavo César      | Xacobeo Galicia   | 5.21.04 |
| 2  | Marco Marzano      | Lampre-N.G.C.     | + 21    |
| 3  | Alejandro Valverde | Caisse d'Epargne  | + 40    |
| 4  | David de la Fuente | Fuji-Servetto     | + 41    |
| 5  | Robert Gesink      | Rabobank          | + 41    |
| 6  | Cadel Evans        | Silence-Lotto     | + 41    |
| 7  | Ivan Basso         | Team Liquigas     | + 41    |
| 8  | Javier Ramírez     | Andalucía-Cajasur | + 53    |
| 9  | Joaquim Rodríguez  | Caisse d'Epargne  | + 1.12  |
| 10 | Tom Danielson      | Garmin-Slipstream | + 1.12  |

### Etapp 10,Alicante–Murcia, 169,5km
|    | Person              | Lag                | Tid     |
| -- | ------------------- | ------------------ | ------- |
| 1  | Simon Gerrans       | Cervélo TestTeam   | 3.56.19 |
| 2  | Ryder Hesjedal      | Garmin-Slipstream  | +0      |
| 3  | Jakob Fuglsang      | Team Saxo Bank     | +0      |
| 4  | Aleksandr Vinokurov | Astana Team        | +0      |
| 5  | Adam Hansen         | Columbia-HTC       | + 29    |
| 6  | Francisco Pérez     | Caisse d'Epargne   | + 31    |
| 7  | Christophe Riblon   | Ag2r-La Mondiale   | + 37    |
| 8  | Karsten Kroon       | Team Saxo Bank     | + 39    |
| 9  | Arnaud Gerard       | Française des Jeux | + 39    |
| 10 | Matteo Tosatto      | Quick Step         | + 39    |

### Etapp 11, Murcia –Caravaca de la Cruz, 200km
|    | Person            | Lag               | Tid     |
| -- | ----------------- | ----------------- | ------- |
| 1  | Tyler Farrar      | Garmin-Slipstream | 5.11.10 |
| 2  | Philippe Gilbert  | Silence-Lotto     | +0      |
| 3  | Marco Marcato     | Vacansoleil       | +0      |
| 4  | Iñaki Isasi       | Euskaltel-Euskadi | +0      |
| 5  | André Greipel     | Columbia-HTC      | +0      |
| 6  | Alessandro Ballan | Lampre-N.G.C.     | +0      |
| 7  | Enrico Gasparotto | Lampre-N.G.C.     | +0      |
| 8  | Christian Knees   | Team Milram       | +0      |
| 9  | Óscar Freire      | Rabobank          | +0      |
| 10 | Matteo Tosatto    | Quick Step        | +0      |

### Etapp 12,Almería–Alto de Velefique, 179,3km
|    | Person             | Lag               | Tid     |
| -- | ------------------ | ----------------- | ------- |
| 1  | Ryder Hesjedal     | Garmin-Slipstream | 5.34.31 |
| 2  | David García       | Xacobea-Galicia   | +1      |
| 3  | Robert Gesink      | Rabobank          | +6      |
| 4  | Ezequiel Mosquera  | Xacobea-Galicia   | +6      |
| 5  | Damiano Cunego     | Lampre            | +16     |
| 6  | Alejandro Valverde | Caisse d'Epargne  | +16     |
| 7  | Cadel Evans        | Silence-Lotto     | +16     |
| 8  | Ivan Basso         | Team Liquigas     | +16     |
| 9  | Tom Danielson      | Garmin-Slipstream | +16     |
| 10 | Samuel Sánchez     | Euskaltel-Euskadi | +16     |

### Etapp 13,Berja–Sierra Nevada172,4km
|    | Person             | Lag               | Tid     |
| -- | ------------------ | ----------------- | ------- |
| 1  | David Moncoutié    | Cofidis           | 5.09.22 |
| 2  | Ezequiel Mosquera  | Xacobea-Galicia   | +52     |
| 3  | Alejandro Valverde | Caisse d'Epargne  | + 1.16  |
| 4  | Robert Gesink      | Rabobank          | + 1.17  |
| 5  | Ivan Basso         | Team Liquigas     | + 1.17  |
| 6  | Samuel Sánchez     | Euskaltel-Euskadi | + 1.37  |
| 7  | Joaquim Rodríguez  | Caisse d'Epargne  | + 2.09  |
| 8  | Cadel Evans        | Silence-Lotto     | +16     |
| 9  | Paolo Tiralongo    | Lampre-N.G.C.     | + 2.31  |
| 10 | Amaël Moinard      | Cofidis           | + 3.37  |

### Etapp 14,Grenada–La Pandera, 157km
|    | Person               | Lag               | Tid     |
| -- | -------------------- | ----------------- | ------- |
| 1  | Damiano Cunego       | Lampre            | 4.04.23 |
| 2  | Jakob Fuglsang       | Team Saxo Bank    | + 2.23  |
| 3  | Samuel Sánchez       | Euskaltel-Euskadi | + 3.08  |
| 4  | Ezequiel Mosquera    | Xacobea-Galicia   | + 3.10  |
| 5  | Alejandro Valverde   | Caisse d'Epargne  | + 3.22  |
| 6  | Robert Gesink        | Rabobank          | + 3.26  |
| 7  | Cadel Evans          | Silence-Lotto     | + 3.40  |
| 8  | Gonzalo Rabunal Rios | Xacobea-Galicia   | + 3.46  |
| 9  | Ivan Basso           | Team Liquigas     | + 3.48  |
| 10 | Juan José Cobo       | Fuji-Servetto     | + 3.48  |

### Etapp 15,Jaén–Córdoba, 170,8km
|    | Person             | Lag                | Tid     |
| -- | ------------------ | ------------------ | ------- |
| 1  | Lars Boom          | Rabobank           | 4.12.56 |
| 2  | David Herrero      | Xacobea-Galicia    | + 1.36  |
| 3  | Dominik Roels      | Team Milram        | + 1.44  |
| 4  | Leonardo Duque     | Cofidis            | + 2.04  |
| 5  | Maksim Iglinskij   | Astana Team        | + 2.04  |
| 6  | Aleksandr Kolobnev | Team Saxo Bank     | + 2.04  |
| 7  | Martin Velits      | Team Milram        | + 2.04  |
| 8  | Serafín Martínez   | Xacobea-Galicia    | + 2.04  |
| 9  | Aleksandr Jefimkin | Ag2r-La Mondiale   | + 2.04  |
| 10 | Matthieu Ladagnous | Française des Jeux | + 2.04  |

### Etapp 16, Córdoba–Puertollano, 170,3km
|    | Person                 | Lag                   | Tid     |
| -- | ---------------------- | --------------------- | ------- |
| 1  | André Greipel          | Columbia-HTC          | 4.50.44 |
| 2  | William Bonnet         | Bbox Bouygues Télécom | +0      |
| 3  | Daniele Bennati        | Team Liquigas         | +0      |
| 4  | Gerald Ciolek          | Team Milram           | +0      |
| 5  | Francisco Jose Pacheco | Contentpolis-Ampo     | +0      |
| 6  | Leonardo Duque         | Cofidis               | +0      |
| 7  | Jürgen Roelandts       | Silence-Lotto         | +0      |
| 8  | Sébastien Hinault      | Ag2r-La Mondiale      | +0      |
| 9  | Matti Breschel         | Team Saxo Bank        | +0      |
| 10 | Iñaki Isasi            | Euskaltel-Euskadi     | +0      |

### Etapp 17,Ciudad Real–Talavera de la Reina, 193,6km
|    | Person                 | Lag                   | Tid     |
| -- | ---------------------- | --------------------- | ------- |
| 1  | Anthony Roux           | Française des Jeux    | 4.28.14 |
| 2  | William Bonnet         | Bbox Bouygues Télécom | +0      |
| 3  | André Greipel          | Columbia-HTC          | +0      |
| 4  | Daniele Bennati        | Team Liquigas         | +0      |
| 5  | Francisco Jose Pacheco | Contentpolis-Ampo     | +0      |
| 6  | Jürgen Roelandts       | Silence-Lotto         | +0      |
| 7  | Sébastien Hinault      | Ag2r-La Mondiale      | +0      |
| 8  | Javier Benitez         | Contentpolis-Ampo     | +0      |
| 9  | Enrico Gasparotto      | Lampre-N.G.C.         | +0      |
| 10 | Borut Božič            | Vacansoleil           | +0      |

### Etapp 18, Talavera de la Reina –Ávila, 165km
|    | Person           | Lag                | Tid     |
| -- | ---------------- | ------------------ | ------- |
| 1  | Philip Deignan   | Cervélo TestTeam   | 4.19.14 |
| 2  | Roman Kreuziger  | Team Liquigas      | +3      |
| 3  | Jakob Fuglsang   | Team Saxo Bank     | +16     |
| 4  | Manuel Vázquez   | Contentpolis-Ampo  | +39     |
| 5  | Igor Antón       | Euskaltel-Euskadi  | + 41    |
| 6  | Mickaël Chérel   | Française des Jeux | + 42    |
| 7  | Rein Taaramäe    | Cofidis            | +42     |
| 8  | Rémy Di Gregorio | Française des Jeux | + 42    |
| 9  | Jesús Hernández  | Astana             | + 42    |
| 10 | Jesús Del Nero   | Fuji-Servetto      | +42     |

### Etapp 19, Ávila –La Granja de San Ildefonso, 179,8km
|    | Person             | Lag                | Tid     |
| -- | ------------------ | ------------------ | ------- |
| 1  | Juan José Cobo     | Fuji-Servetto      | 4.37.35 |
| 2  | Alejandro Valverde | Caisse d'Epargne   | + 2     |
| 3  | Cadel Evans        | Silence-Lotto      | + 2     |
| 4  | Samuel Sánchez     | Euskaltel-Euskadi  | + 2     |
| 5  | Daniel Moreno      | Caisse d'Epargne   | + 2     |
| 6  | Ezequiel Mosquera  | Xacobea-Galicia    | + 2     |
| 7  | Paolo Tiralongo    | Lampre-N.G.C.      | + 2     |
| 8  | Ivan Basso         | Team Liquigas      | + 2     |
| 9  | Manuel Vázquez     | Contentpolis-Ampo  | + 1.34  |
| 10 | Rémy Di Gregorio   | Française des Jeux | + 1.34  |

### Etapp 20,Toledo, 27,8km
|    | Person               | Lag               | Tid   |
| -- | -------------------- | ----------------- | ----- |
| 1  | David Millar         | Garmin-Slipstream | 35.53 |
| 2  | Samuel Sánchez       | Euskaltel-Euskadi | + 5   |
| 3  | Cadel Evans          | Silence-Lotto     | +9    |
| 4  | Gustavo César Veloso | Xacobeo-Galicia   | +20   |
| 5  | Roman Kreuziger      | Team Liquigas     | +30   |
| 6  | Philippe Gilbert     | Silence-Lotto     | +34   |
| 7  | Alejandro Valverde   | Caisse d'Epargne  | +36   |
| 8  | David Herrero        | Xacobeo-Galicia   | +37   |
| 9  | Jesús Del Nero       | Fuji-Servetto     | +40   |
| 10 | Lieuwe Westra        | Vacansoleil       | +43   |

### Etapp 21,Rivas Vaciamadrid–Madrid, 110,2km
|    | Person            | Lag              | Tid     |
| -- | ----------------- | ---------------- | ------- |
| 1  | André Greipel     | Columbia-HTC     | 3.11.55 |
| 2  | Daniele Bennati   | Team Liquigas    | +0      |
| 3  | Borut Božič       | Vacansoleil      | +0      |
| 4  | Leonardo Duque    | Cofidis          | +0      |
| 5  | Sébastien Hinault | Ag2r-La Mondiale | +0      |
| 6  | Enrico Gasparotto | Lampre-N.G.C.    | +0      |
| 7  | Greg Henderson    | Columbia-HTC     | +0      |
| 8  | Roger Hammond     | Cervélo TestTeam | +0      |
| 9  | Tom Leezer        | Rabobank         | +0      |
| 10 | Paul Voss         | Team Milram      | +0      |

## Slutresultat

### Slutställning
|    | Cyklist            | Stall             | Tid              |
| -- | ------------------ | ----------------- | ---------------- |
| 1  | Alejandro Valverde | Caisse d'Epargne  | 87 h 22 min 37 s |
| 2  | Samuel Sánchez     | Euskaltel-Euskadi | + 55 s           |
| 2  | Cadel Evans        | Silence-Lotto     | + 1 min 32 s     |
| 4  | Ivan Basso         | Team Liquigas     | + 2 min 12 s     |
| 5  | Ezequiel Mosquera  | Xacobeo-Galicia   | + 4 min 27 s     |
| 6  | Robert Gesink      | Rabobank          | + 6 min 40 s     |
| 7  | Joaquin Rodriguez  | Caisse d'Epargne  | + 9 min 08 s     |
| 8  | Paolo Tiralongo    | Lampre-N.G.C.     | + 9 min 11 s     |
| 9  | Philip Deignan     | Cervélo TestTeam  | + 11 min 08 s    |
| 10 | Juan José Cobo     | Fuji-Servetto     | + 11 min 27 s    |

### Poängtävling
| Cyklist | Stall              | Poäng             |     |
| ------- | ------------------ | ----------------- | --- |
| 1       | André Greipel      | Team Columbia-HTC | 150 |
| 2       | Alejandro Valverde | Caisse d'Epargne  | 111 |
| 3       | Daniele Bennati    | Team Liquigas     | 101 |
| 4       | Cadel Evans        | Silence-Lotto     | 99  |
| 5       | Samuel Sánchez     | Euskaltel-Euskadi | 89  |
| 6       | Borut Božič        | Vacansoleil       | 68  |
| 7       | Ezequiel Mosquera  | Xacobeo-Galicia   | 68  |
| 8       | Robert Gesink      | Rabobank          | 68  |
| 9       | Ivan Basso         | Team Liquigas     | 64  |
| 10      | Leonardo Duque     | Cofidis           | 64  |

### Bergstävling
| Cyklist | Stall                   | Poäng             |     |
| ------- | ----------------------- | ----------------- | --- |
| 1       | David Moncoutié         | Cofidis           | 186 |
| 2       | David de la Fuente      | Fuji-Servetto     | 99  |
| 3       | Julián Sánchez Pimienta | Contentpolis-Ampo | 73  |
| 4       | Alejandro Valverde      | Caisse d'Epargne  | 67  |
| 5       | Ezequiel Mosquera       | Xacobeo-Galicia   | 61  |
| 6       | Pieter Weening          | Rabobank          | 60  |
| 7       | Javier Ramírez Abeja    | Andalucía-Cajasur | 59  |
| 8       | Robert Gesink           | Rabobank          | 58  |
| 9       | Johnny Hoogerland       | Vacansoleil       | 54  |
| 10      | Samuel Sánchez          | Euskaltel-Euskadi | 52  |

### Kombinationstävling
| Cyklist | Stall              | Poäng             |    |
| ------- | ------------------ | ----------------- | -- |
| 1       | Alejandro Valverde | Caisse d'Epargne  | 7  |
| 2       | Samuel Sánchez     | Euskaltel-Euskadi | 17 |
| 3       | Ezequiel Mosquera  | Xacobeo-Galicia   | 17 |
| 4       | Cadel Evans        | Silence-Lotto     | 19 |
| 5       | Robert Gesink      | Rabobank          | 22 |
| 6       | Ivan Basso         | Team Liquigas     | 29 |
| 7       | David Moncoutié    | Cofidis           | 40 |
| 8       | Johnny Hoogerland  | Vacansoleil       | 52 |
| 9       | Juan José Cobo     | Fuji-Servetto     | 53 |
| 10      | Joaquin Rodriguez  | Caisse d'Epargne  | 58 |

### Lagtävling
| Stall | Tid               |                   |
| ----- | ----------------- | ----------------- |
| 1     | Xacobeo-Galicia   | 261 h 57 min 19 s |
| 2     | Caisse d'Epargne  | + 23 min 43 s     |
| 3     | Astana Team       | + 31 min 39 s     |
| 4     | Cofidis           | + 39 min 37 s     |
| 5     | Fuji-Servetto     | + 52 min 23 s     |
| 6     | Rabobank          | + 57 min 35 s     |
| 7     | Euskaltel-Euskadi | + 1 h 04 min 40 s |
| 8     | Silence-Lotto     | + 1 h 07 min 04 s |
| 9     | Cervélo TestTeam  | + 1 h 19 min 27 s |
| 10    | Team Liquigas     | + 1 h 34 min 05 s |